# Hippopodina irregularis
Hippopodina irregularis är en mossdjursart som beskrevs av Osburn 1940. Hippopodina irregularis ingår i släktet Hippopodina och familjen Hippopodinidae. Inga underarter finns listade i Catalogue of Life.